# Crassigne
La cràssigne (meno usata la forma maschile, cràssegno) è una gerla tipica del Friuli, utilizzata per il trasporto di legname (o, in alcuni casi, di sacchetti di polvere da sparo). La base del cesto è fatta da tavolette di legno e si porta con spallacci.
La cràssigne era usata dai commercianti ambulanti (detti in friulano cramârs) per trasportare le loro merci.
Questo tipo di cesto è parte centrale della storia delle portatrici carniche, le donne friulane che durante la prima guerra mondiale portavano ai soldati italiani di stanza in Carnia vettovaglie, medicinali, vestiti e munizioni grazie alle loro gerle.